# 松方哲哉
松方 哲哉（まつかた てつや）は、ゲームクリエイター。早稲田大学卒。BPS社で以下の仕事を務めた後、BPSを退社しゲーム制作会社リキッドを起業。現在テトリスオンライン・ジャパン社の取締役を務めている。

## 携わった作品
- ザ・ブラックオニキス - パソコン版のマニュアルのイラストを書いたり、リキッド社在籍時代はゲームボーイカラーに移植を行った
- スーパーブラックオニキス - ゲームデザインを担当
- テトリス - テストプレイを担当

## その他
- 小林孝志の作品、ブックオブウォーターマークスの製作にも関与している。